# Angelo Bruno
Angelo Bruno (n. Angelo Annaloro, n. 21 mai 1910, Villalba, Sicilia, Regatul Italiei – d. 21 martie 1980, Pennsylvania, SUA) a fost un mafiot siciliano-american, remarcat pentru că a fost șeful mafiei din Philadelphia timp de două decenii până la asasinarea sa.